# محمد غازي (موسيقي)
محمد غازي (1922- 1979) ملحن ومطرب فلسطيني.

## حياته
مواليد قرية بيت دجن بقضاء يافا. تنقل بسبب الحرب بين الأردن وسوريا إلى أن استقر في لبنان، توفي في عام 1979.

## مسيرته
يوثق البرنامج الإذاعي "ضيعة الأغاني" الذي تم تصويره في استديوهات التلفزيون اللبناني في أواسط الستينات مشاركة محمد غازي فيروز بغناء عدة موشحات مثل "يا شادي الالحان" و"يا وحيد الغيد" و"حجبوها عن الرياح.
تحتفظ المكتبة الموسيقية في كل من إذاعة عمان ودمشق بمجموعة من الأغاني والموشحات التي تم تسجيلها لمحمد غازي عام 1900 في القاهرة.
سجل العديد من الأغاني الوطنية في استوديوهات التلفزيون الأردني، عقب العدوان الإسرائيلي على الأردن عام 1968.